# Hunnewell (Missouri)
Hunnewell è un comune degli Stati Uniti d'America, situato nello Stato del Missouri, nella contea di Shelby.